# Marcelo Dascal
Marcelo Dascal (São Paulo, 1940 - Kyriat-Ono, 15 de abril de 2019) foi um filósofo e linguista de nacionalidade israelense e brasileira conhecido especialmente por seus trabalhos em filosofia da linguagem, particularmente na pragmática. Nascido no Brasil, mudou-se para Israel em 1965. Desde 1967, era professor da Universidade de Tel Aviv, de cuja Faculdade de Humanidades foi diretor de 1995 a 2000. Ao longo de sua carreira, escreveu ou organizou mais de 27 livros.